# Straßen- und Bergbahn Baden-Baden
Straßen- und Bergbahn Baden-Baden – auch Städtische Straßen- und Bergbahn Baden-Baden – war die frühere gemeinsame Bezeichnung der ehemaligen Baden-Badener Straßenbahn (1910 bis 1951) und der bis heute bestehenden Merkurbergbahn (eröffnet 1913). 
Beide Bahnen wurden früher von der Straßen- und Bergbahn Baden-Baden betrieben, diese wiederum war eine Tochtergesellschaft der Stadtwerke Baden-Baden. Nachfolgegesellschaft war die Baden-Baden-Linie, die heutigen Verkehrsbetriebe, auch sie war eine Tochtergesellschaft der Stadtwerke Baden-Baden. 

## Geschichte der Straßenbahn
Das Stadtzentrum des weltberühmten Kurortes Baden-Baden liegt im Tal des Flüsschens Oos abseits der in der Rheinebene seit 1844 verlaufenden Haupteisenbahnstrecke Karlsruhe–Offenburg. Der Bahnhof in der Ortschaft Oos, die erst 1928 eingemeindet worden ist, hieß ab 1908 „Baden-Oos“, von 1928 bis 1937 „Baden-Baden West“, dann wieder „Baden-Oos“ und seit 1977 „Baden-Baden“. 
Zwar eröffnete die Badische Staatsbahn schon am 25. Juli 1845 die 4,3 Kilometer lange Zweigbahn vom Bahnhof Oos zum Bahnhof Baden-Baden, der von 1932 bis 1937 den Namen „Baden-Baden Stadt“ trug. Dieser lag allerdings immer noch  800 m vom Mittelpunkt des Kurortes entfernt; außerdem verlangten Kurgäste und Einwohner ein bequemes Verkehrsmittel in alle Stadtteile.
Die Stadt eröffnete daher in eigener Regie am 24. Januar 1910 eine meterspurige elektrische Straßenbahn von 5,1 Kilometern Länge. Die „Tallinie“ begann in der Weststadt nahe dem Stadtbahnhof, führte über Leopoldsplatz und Augustaplatz durchs Zentrum und endete in Lichtental, wo auch das Depot errichtet wurde.
Ab 15. Juli 1912 verkehrte vom Leopoldplatz ausgehend ein 3,7 Kilometer langer Teil der „Berglinie“ in großen Kurven hinauf in den östlich der Stadt gelegenen Merkurwald, dem Endpunkt der Bergbahn. 
Nachdem ab 22. Juni 1914 auch die 2,1 km lange Strecke vom Augustaplatz nach Westen zum Tiergarten befahren werden konnte, war die „Berglinie“, die im Zentrum ein kurzes Streckenstück gemeinsam mit der „Tallinie“ benutzte, 6,2 km lang.
Die weitere Ausdehnung des Netzes, die bis nach Geroldsau und nach Gernsbach im Murgtal vorgesehen war, unterblieb als Folge des Ersten Weltkriegs. Erst in den zwanziger Jahren kam es zu zwei Erweiterungen. Ab 15. April 1926 begann die Tallinie bereits am Bahnhof Baden-Oos der Reichsbahn, und am 10. Juli 1929 schloss man auch Oberbeuern von Lichtental aus an die Schienen an. Die Tallinie war nun 8,6 km lang; mit diesem Zuwachs von 3,6 Kilometern umfasste das Streckennetz eine Länge von 14,6 Kilometern, von denen nur 5,5 km zweigleisig ausgeführt waren. 
In den Jahren seit dem Ersten Weltkrieg konnten die notwendigen Reparaturen und Erneuerung nur teilweise durchgeführt werden. So war nach dem Zweiten Weltkrieg eine grundlegende Erneuerung erforderlich.

## Umstellung auf Oberleitungsbusbetrieb
Siehe Hauptartikel Oberleitungsbus Baden-Baden
Aus Kostengründen und dem Wunsch entsprechend, ein modernes Verkehrsmittel zu besitzen, entschied man sich damals,  die Straßenbahn alsbald vollständig durch einen Obusbetrieb zu ersetzen.
Als erster Abschnitt wurde die Teilstrecke vom Leopoldsplatz zum Bahnhof Baden-Oos am 26. Juni 1949 – also nur ein Jahr nach der Währungsreform – mit Obussen befahren. Im anschließenden Dezember 1949 wurde die Straßenbahn zum Merkurwald eingestellt. Der Obus wurde ab 15. Dezember 1949 bis zur Friedrichshöhe in Betrieb genommen und erreichte ab 1. April 1950 die Talstation der Bergbahn.
Ab 15. Mai 1950 konnte der Obus eine große Schleife im Stadtzentrum befahren, vom Leopoldsplatz über Augustaplatz und Bertholdsplatz zurück zum Leopoldsplatz. Im Herbst 1950 verkehrten die Obusse ab 28. Oktober bis Lichtental (Frühlingstrasse) und ab 26. November zum Tiergarten. Die letzten Straßenbahnfahrten fanden bis Ende Februar 1951 zwischen dem Depot Lichtental und Oberbeuern statt. Dann hatte der Obus das gesamte Schienennetz ersetzt. Seit dem 31. Juli 1971 fahren in Baden-Baden nur noch Omnibusse.

## Omnibusse
Siehe Hauptartikel Verkehrsbetriebe Baden-Baden
Die erste städtische Buslinie wurde im März 1948 eröffnet. Bereits zehn Jahre später waren 22 Omnibusse mit 3 Anhängern auf Linien mit einer Gesamtlänge von 130 Kilometern unterwegs. Heute wird der gesamte Stadtbusverkehr von den Verkehrsbetrieben erbracht.

## Sonstiges
Die Eisenbahnverbindung vom Bahnhof Baden-Oos zum „Stadtbahnhof“ wurde am 24. September 1977 stillgelegt. Pläne, die Karlsruher Stadtbahn in das Stadtzentrum hineinzuführen, wurden bislang wegen der ablehnenden Haltung der Stadt Baden-Baden nicht realisiert.